# Anette Olzon
Anette Ingegerd Olsson "Olzon" (Katrineholm, 21. lipnja 1971.) švedska je glazbenica, najpoznatija kao glavna pjevačica finskog metal sastava Nightwish u razdoblju od 2007. do 2012. godine. Olzon je također bivša glavna pjevačica švedskog sastava Alyson Avenue. Od 2017. godine je vokalistica sastava The Dark Element.

## Počeci
Kao dijete je svirala obou, a s 13 godina se počela natjecati u raznim emisijama koje traže nove talente. S vremenom je počela studirati glazbu na glazbenom konzervatoriju u Helsingoru u Danskoj.
U dobi od sedamnaest godina, pridružila se sastavu Take Cover. Tri godine poslije, napušta sastav te postaje glavna pjevačica rock opere Gränsland.

## Karijera
Olzon se priključila Alyson Avenue od 1999. godine, mijenjajući muškog pjevača što je ubrzo dovelo do naglog povratka slave sastavu. Ipak, 2007. godine napustila je sastav te se priključila se Nightwishu, kao glavna pjevačica. Do 24. ožujka 2007. godine, javnosti nije bilo otkriveno tko je nova glavna pjevačica Nightwisha, a Anette se predstavila dan prije izlaska prvog singla s albuma Dark Passion Play; Eva.

## Diskografija

### Studijski albumi
Alyson Avenue
- 2000.: Presence of Mind
- 2003.: Omega

Nightwish
- 2007.: Dark Passion Play
- 2011.: Imaginaerum

The Dark Element
- 2017.: The Dark Element
- 2019.: Songs the Night Sings

Allen/Olzon
- 2020.: Worlds Apart

### Singlovi
Nightwish
- 2007.: "Eva"
- 2007.: "Amaranth"
- 2007.: "Erämaan Viimeinen"
- 2008.: "Bye Bye Beautiful"
- 2008.: "The Islander"
- 2011.: "Storytime"

## Vanjske poveznice
- Anette Olzon na službenoj stranici[neaktivna poveznica]